# ワディム・ムンタギロフ
ワディム・ムンタギロフ（Vadim Muntagirov）は、ロシア出身のバレエダンサーである。イングリッシュ・ナショナル・バレエ団を経て、現在はロイヤル・バレエ団でプリンシパルを務めている。名前の表記について、日本ではヴァディムあるいはワジムなどの表記揺れがある。

## プロになるまで
ロシアのチェリャビンスクに生まれる。両親と姉もバレエダンサーである。9歳で、両親と姉も学んだペルミ・バレエ学校に入学し、6年間バレエ教育を受けた。2006年にローザンヌ国際バレエコンクールでスカラシップを授与され、当時英語が話せなかったにもかかわらずロンドンに移ってロイヤル・バレエ学校で学ぶことを決めた。1年間で帰国するつもりだったが、当時の校長ゲイリーン・ストックに同校で卒業まで学ぶよう説得されて残ることにし、2009年に卒業した。

## 経歴

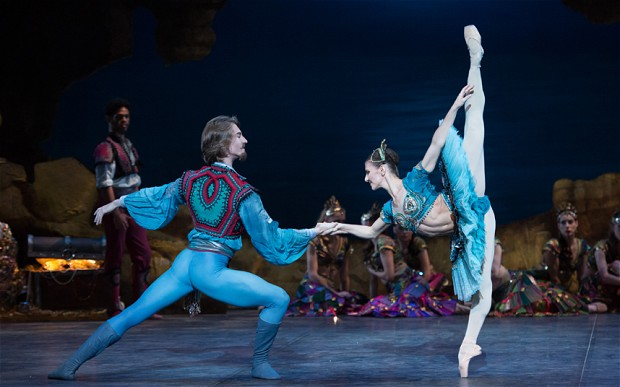
イングリッシュ・ナショナル・バレエ団の『海賊』公演より、コンラッド役のムンタギロフ（左）とメドーラ役のアリーナ・コジョカル（右）。

2009年にロイヤル・バレエ学校を卒業すると、ファースト・アーティストとしてイングリッシュ・ナショナル・バレエ団に入団した。入団したシーズンに『ジゼル』のアルブレヒト役と『シンデレラ』の王子役を演じている。
2010年にはファースト・ソリストに昇進した。『白鳥の湖』のジークフリート役で客演のポリーナ・セミオノワとパートナーを組むことになり、19歳年長のダリア・クリメントヴァとリハーサルを行った。しかし、セミオノワにビザが下りず初日の公演を降板することになったため、クリメントヴァが代役として本番に臨んだ。この時のパフォーマンスが批評家から称賛され、同じく19歳差で伝説となったマーゴ・フォンテインとルドルフ・ヌレエフのパートナーシップとも比較された。そのリハーサルと公演の模様は、BBC Fourのドキュメンタリー "Agony and Ecstasy: A Year with English National Ballet" にも取り上げられた。それ以来、ムンタギロフとクリメントヴァは頻繁に組むようになった。クリメントヴァは、ムンタギロフとのパートナーシップは自らが20年間待ち望んでいたものだと語っている。
2011年にはプリンシパル、2012年にはリード・プリンシパルに昇進した。『海賊』のコンラッド役や『レ・シルフィード』の詩人役、『ミューズを率いるアポロ』ではタイトル・ロールを演じ、ウェイン・イーグリング版『くるみ割り人形』ではオリジナル・キャストとして王子役を演じた。2013年には『眠れる森の美女』の王子役でブノワ賞を受賞した。
2014年1月にロイヤル・バレエ団にプリンシパルとして入団することを発表した。ロイヤル・バレエ団でのデビュー公演では、高田茜をオーロラ姫として『眠れる森の美女』の王子役を演じた。その年後半にはいったんイングリッシュ・ナショナル・バレエ団に戻り、クリメントヴァの最終公演で『ロメオとジュリエット』に共演した。ロイヤル・バレエ団では、『ラ・バヤデール』のソロル役、『マノン』のデ・グリュー役、『ラ・フィユ・マル・ガルデ』のコーラス役、『二羽の鳩』の青年役など、主役を演じている。2019年には『白鳥の湖』のジークフリート王子役で2度目のブノワ賞を受賞した。
新国立劇場バレエ団の常任ゲスト・アーティストであり、パリ・オペラ座バレエやマリインスキー・バレエ、アメリカン・バレエ・シアターにも客演している他、プラハでクリメントヴァが主宰しているマスター・クラスで指導も行っている。2020年6月には、オンライン中継された新型コロナウイルス感染症の世界的流行によるロイヤル・オペラ・ハウスの閉鎖明け初公演において、アンソニー・ダウエルから指導を受けたフレデリック・アシュトンの『Dance of the Blessed Spirits』を踊った。

## 受賞歴
- ローザンヌ国際バレエコンクール銀賞（2006年）
- アラベスク・コンクール 2位・銀メダル
- ワガノワ・プリ国際バレエコンクール 1位・金メダル
- ユース・アメリカ・グランプリ シニア部門 1位（2008年）
- 2010年英国批評家協会賞 最優秀男性公演賞（古典部門）
- 2015年・2018年英国批評家協会賞 最優秀男性ダンサー賞
- ブノワ賞（2013年、2019年）

出典： 